# Eremiaphila fraseri
Eremiaphila fraseri es una especie de mantis de la familia Eremiaphilidae.

## Distribución geográfica
Se encuentra en Irak.